# Eparchie kokčetauská
Eparchie Kokčetau je eparchie ruské pravoslavné církve nacházející se v Kazachstánu.

## Území a titul biskupa
Zahrnuje správní hranice území Akmolské oblasti mimo město Astana, které je součástí astanské eparchie.
Eparchiálnímu biskupovi náleží titul biskup kokčetauský a akmolský.

## Historie
Eparchie byla zřízena rozhodnutím Svatého synodu dne 5. října 2011 z části území šymkentské eparchie. Stala se součástí Kazachstánského metropolitního okruhu.

## Seznam biskupů
- - 2011–2013 Alexandr (Mogiljov) dočasný správce
- 2013–2025 Serapion (Kolosnicin)
- od 2025 Varsonofij (Vynnyčenko)